# Cincinnati Bengals 2010
La stagione 2010 dei Cincinnati Bengals è stata la 42ª della franchigia nella National Football League, la 45ª complessiva. La squadra non riuscì a migliorare il record di 10-6 della stagione precedente, scendendo a 4-12.

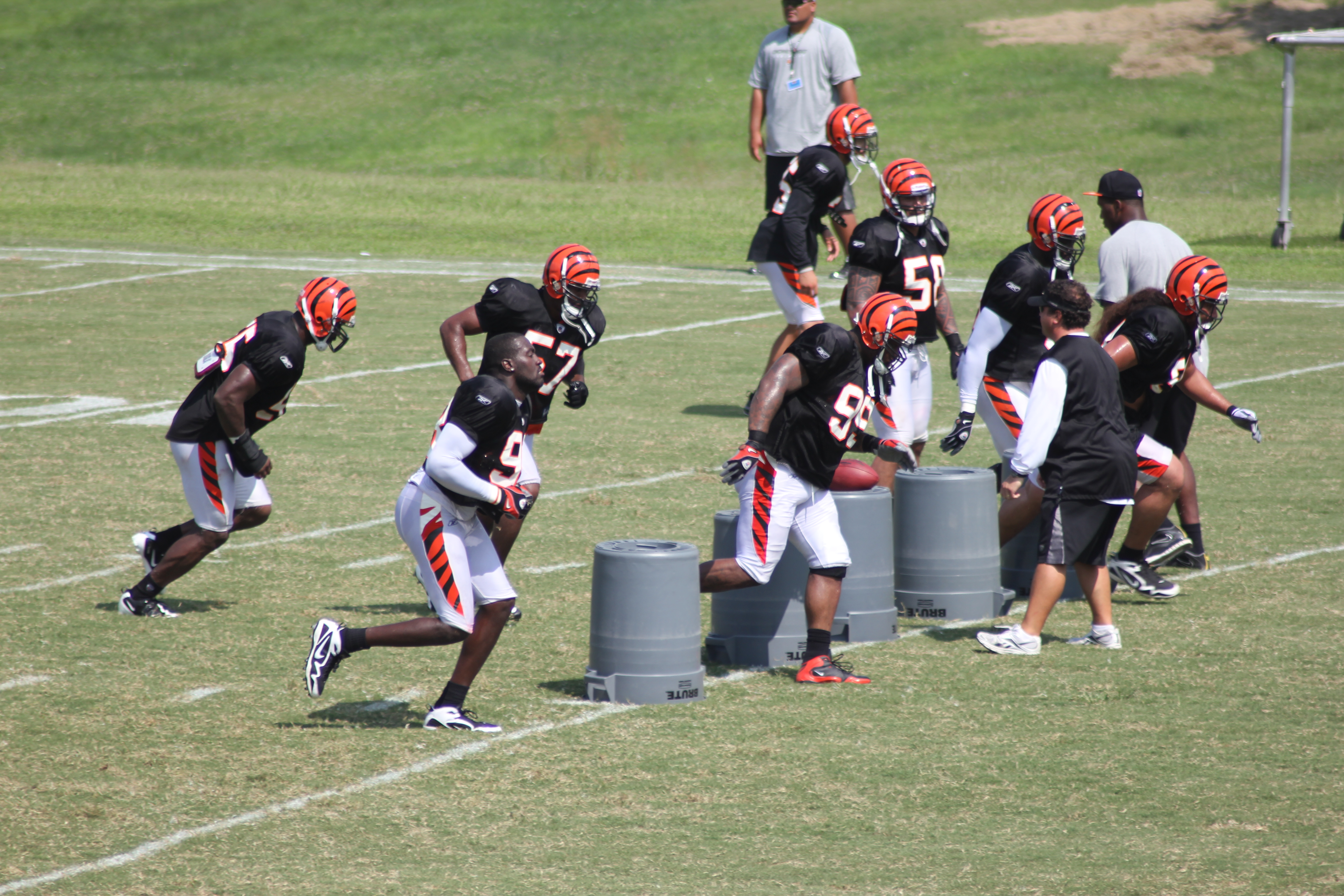
La difesa dei Bengals durante il training camp nell'agosto 2010

## Roster
| Roster dei Cincinnati Bengals nel 2010 |
| --- |
| Quarterback - 8 Dan LeFevour - 9 Carson Palmer - 5 Jordan Palmer Running Back - 32 Cedric Benson - 30 Cedric Peerman - 36 Chris Pressley FB - 28 Bernard Scott KR Wide Receiver - 87 Andre Caldwell - 12 Quan Cosby PR - 17 Shay Hodge - 85 Chad Ochocinco - 11 Jordan Shipley - 89 Jerome Simpson Tight End - 80 Chase Coffman - 84 Jermaine Gresham - 82 Reggie Kelly - 86 Garrett Mills FB Offensive Linemen - 72 Kirk Chambers T - 73 Anthony Collins T - 64 Kyle Cook C - 62 Nate Livings G - 66 Evan Mathis G - 74 Dennis Roland T - 61 Reggie Stephens C - 77 Andrew Whitworth T - 63 Bobbie Williams G Defensive Linemen - 95 Victor Adeyanju DE - 97 Geno Atkins DT - 96 Carlos Dunlap DE - 91 Robert Geathers DE - 69 Clinton McDonald DT/DE - 94 Domata Peko DT - 90 Pat Sims DT Linebacker - 59 Brandon Johnson OLB - 93 Michael Johnson OLB/DE - 57 Dhani Jones ILB - 58 Rey Maualuga OLB - 56 Roddrick Muckelroy ILB - 53 Vincent Rey ILB - 55 Keith Rivers OLB - 51 Dan Skuta OLB Defensive Back - 23 Fred Bennett CB - 29 Leon Hall CB - 22 Johnathan Joseph CB - 45 Jeromy Miles SS - 20 Reggie Nelson FS - 34 Keiwan Ratliff CB - 26 Jonathan Wade CB - 47 Marvin White FS - 31 Roy Williams SS Special Team - 46 Clark Harris LS/TE - 10 Kevin Huber P - 3 Clint Stitser K Lista delle riserve - 42 Chris Crocker FS (IR) - 68 Jonathan Fanene DE (IR) - 21 Brandon Ghee CB (IR) - 99 Tank Johnson DT (IR) - 24 Adam Jones CB (IR) - 40 Brian Leonard FB/RB (IR) - 76 Andrew Mitchell OT (IR) - 44 Rico Murray CB (IR) - 41 Chinedum Ndukwe SS (IR) - 43 Tom Nelson FS (NF-Ill.) - 2 Mike Nugent K (IR) - 98 Antwan Odom DE (IR) - 81 Terrell Owens WR (IR) - 39 David Pender CB (Exempt/Left Squad) - 92 Frostee Rucker DE (IR) - 70 Jason Shirley G (NF-Inj.) - 71 Andre Smith G/T (IR) - 25 Morgan Trent CB (IR) - 37 Fui Vakapuna FB (IR) - 27 Gibril Wilson SS (IR) Squadra di allenamento - 35 James Develin FB - 75 Andrew Gardner OT - 33 Cary Harris S - 60 Otis Hudson G - 52 Tim Knicky OLB/DE - 67 James Ruffin DE |
| Legenda - I rookie sono in corsivo. - Il primo ruolo è il principale mentre gli eventuali successivi indicano i ruoli secondari. - (IR) sta per Injured Reserve ed indica la lista ristretta per un solo giocatore infortunato che può tornare ad allenarsi dopo la settimana 6 e a rientrare in prima squadra dopo che questa ha giocato 8 partite. - (NF-Inj.) / (NF-Ill.) stanno rispettivamente per Non-Football Injured e Non-Football Illness ed indicano le liste dove viene inserito un giocatore che ha un infortunio o una malattia non dipendente dal football americano. - (PUP) sta per Physically Unable to Perform ed indica la lista dove viene inserito un giocatore mentre è in attesa di recuperare la condizione fisica. Nella stagione regolare dopo la sesta partita giocata dalla propria squadra, il giocatore ha tempo tre settimane per riprendere ad allenarsi, più tre settimane aggiuntive dal suo rientro agli allenamenti per rientrare in prima squadra. |

## Calendario
| Stagione regolare |                    |                         |                    |                    |                          |                    |
| Turno             | Data               | Avversario              | Risultato          | Record             | Pubblico                 | Sintesi            |
| 1                 | 12 settembre       | at New England Patriots | S 24–38            | 0–1                | Gillette Stadium         | Recap              |
| 2                 | 19 settembre       | Baltimore Ravens        | V 15–10            | 1–1                | Paul Brown Stadium       | Recap              |
| 3                 | 26 settembre       | at Carolina Panthers    | V 20–7             | 2–1                | Bank of America Stadium  | Recap              |
| 4                 | 3 ottobre          | at Cleveland Browns     | S 20–23            | 2–2                | Cleveland Browns Stadium | Recap              |
| 5                 | 10 ottobre         | Tampa Bay Buccaneers    | S 21–24            | 2–3                | Paul Brown Stadium       | Recap              |
| 6                 | Settimana di pausa | Settimana di pausa      | Settimana di pausa | Settimana di pausa | Settimana di pausa       | Settimana di pausa |
| 7                 | 24 ottobre         | at Atlanta Falcons      | S 32–39            | 2–4                | Georgia Dome             | Recap              |
| 8                 | 31 ottobre         | Miami Dolphins          | S 14–22            | 2–5                | Paul Brown Stadium       | Recap              |
| 9                 | 8 novembre         | Pittsburgh Steelers     | S 21–27            | 2–6                | Paul Brown Stadium       | Recap              |
| 10                | 14 novembre        | at Indianapolis Colts   | S 17–23            | 2–7                | Lucas Oil Stadium        | Recap              |
| 11                | 21 novembre        | Buffalo Bills           | S 31–49            | 2–8                | Paul Brown Stadium       | Recap              |
| 12                | 25 novembre        | at New York Jets        | S 10–26            | 2–9                | New Meadowlands Stadium  | Recap              |
| 13                | 5 dicembre         | New Orleans Saints      | S 30–34            | 2–10               | Paul Brown Stadium       | Recap              |
| 14                | 12 dicembre        | at Pittsburgh Steelers  | S 7–23             | 2–11               | Heinz Field              | Recap              |
| 15                | 19 dicembre        | Cleveland Browns        | V 19–17            | 3–11               | Paul Brown Stadium       | Recap              |
| 16                | 26 dicembre        | San Diego Chargers      | V 34–20            | 4–11               | Paul Brown Stadium       | Recap              |
| 17                | 2 gennaio          | at Baltimore Ravens     | S 7–13             | 4–12               | M&T Bank Stadium         | Recap              |

Nota: gli avversari della propria division sono in grassetto.

## Classifiche
| AFC Central Division    |    |    |   |      |     |      |     |     |     |
|                         | V  | S  | P | %    | DIV | CONF | PF  | PS  | STR |
| (2) Pittsburgh Steelers | 12 | 4  | 0 | .750 | 5–1 | 9–3  | 375 | 232 | V2  |
| (5) Baltimore Ravens    | 12 | 4  | 0 | .750 | 4–2 | 9–3  | 357 | 270 | V4  |
| Cleveland Browns        | 5  | 11 | 0 | .313 | 1–5 | 3–9  | 271 | 332 | S3  |
| Cincinnati Bengals      | 4  | 12 | 0 | .250 | 2–4 | 3–9  | 322 | 395 | S1  |